# Neri di Bicci

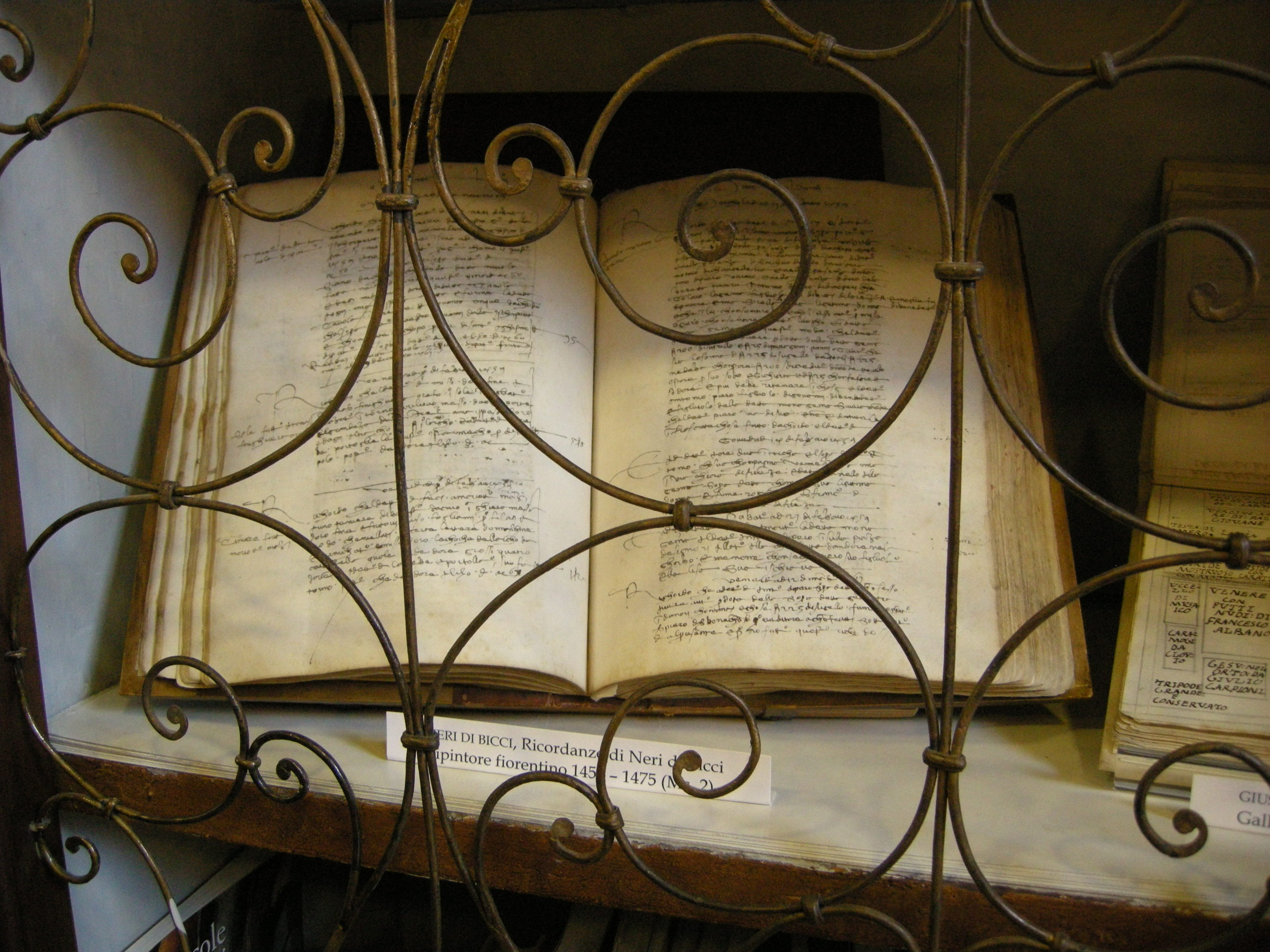
Neri di Bicci naplója

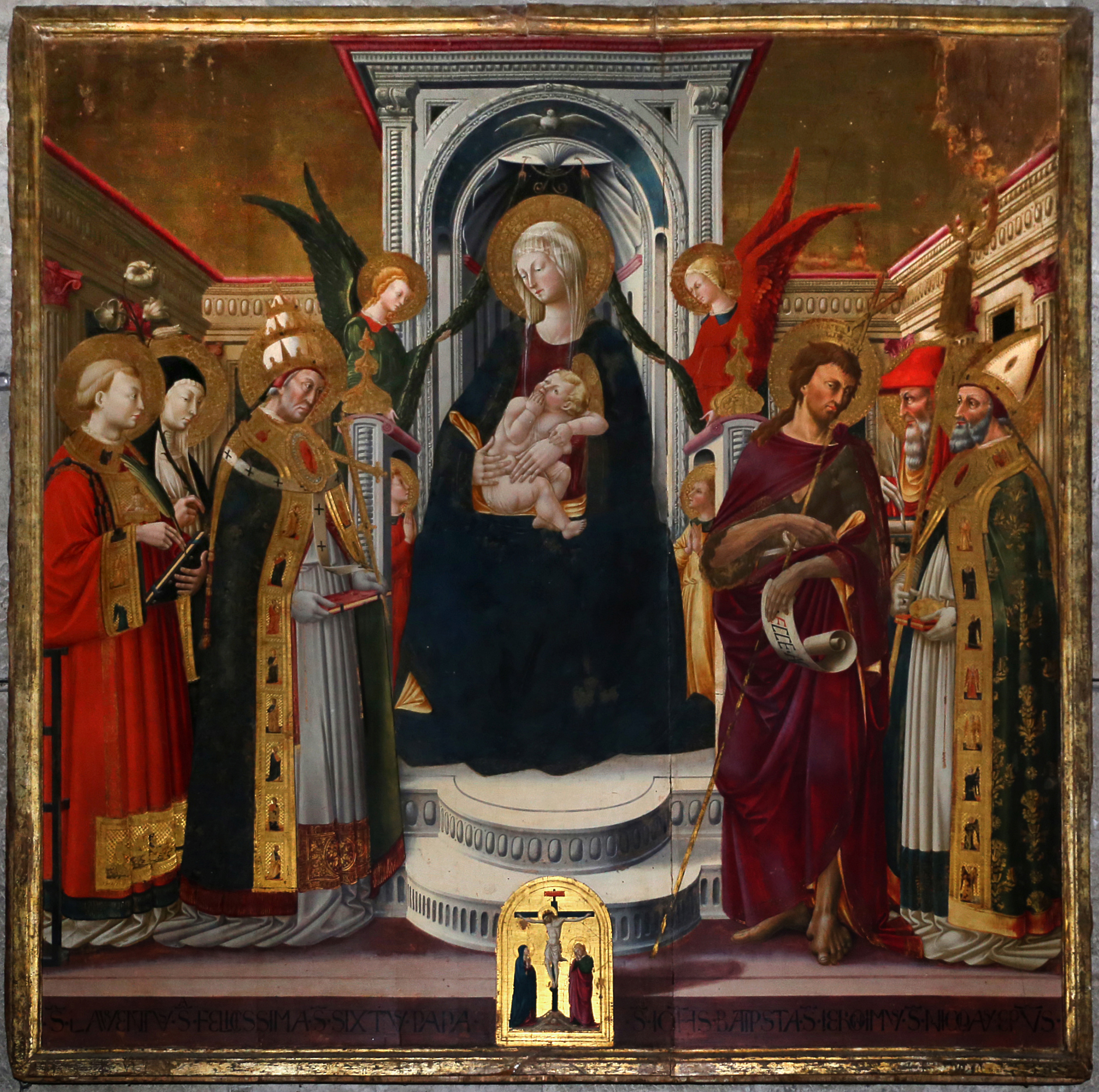
Madonna gyermekkel és szentekkel, viterbói San Sisto-templom

Neri di Bicci (1418 – 1491) olasz reneszánsz festő. Főként vallásos témákat festett, fő működési területe Firenzében volt. Apja Bicci di Lorenzo, nagyapja, Lorenzo di Bicci szintén Firenzében működött festőként és Spinello Aretino tanítványa volt. Bicci főbb munkái közé tartozik az Angyali üdvözlet 1464-ből, ami ma a Galleria dell'Accademián található, a Sienai Nemzeti Képtárban lévő Trónoló Madonna gyermekkel, és a Bucinében lévő A Szűz megkoronázása című kép. Volterra környékén szintén sok képet festett. 1452 és 1475 között naplót vezetett, melyben pontosan dokumentálta minden munkáját. A kézirat az Uffiziben látható, Ricordanze néven.

## Fordítás
Ez a szócikk részben vagy egészben  a   Neri di Bicci című angol Wikipédia-szócikk ezen változatának fordításán alapul.  Az eredeti cikk szerkesztőit annak laptörténete sorolja fel. Ez a jelzés csupán a megfogalmazás eredetét és a szerzői jogokat jelzi, nem szolgál a cikkben szereplő információk forrásmegjelöléseként.